# Spallanzania hebes
Spallanzania hebes är en tvåvingeart som först beskrevs av Fallen 1820.  Spallanzania hebes ingår i släktet Spallanzania och familjen parasitflugor. Arten är reproducerande i Sverige. Inga underarter finns listade i Catalogue of Life.